# Cañada Grande (Cerro Largo)
La cañada Grande es un curso de agua uruguayo ubicado en el departamento de Cerro Largo, nace en la cuchilla de Mangrullo en el centro del departamento, dirijiéndose hacia el sur hasta el río Tacuarí donde desemboca.
Es importante para el riego de arroz.